# صندوق الرعاية الاجتماعية (اليمن)
أنشى صندوق الرعاية الاجتماعية اليمني في عام 1996م بناء علي القانون رقم (31) لسنة 1996م ومارس نشاطه بصورة عملية منذ العام 1997م، وتزايد نشاطه بشكل كبير علي إثر تزايد الفئات الاجتماعية الواقعة تحت خط الفقر خلال السنوات الأخيرة.

## الهدف
هدف إنشاء صندوق الرعاية الاجتماعية بـ«المساهمة الفاعلة لتخفيف وطأة وشدة الفقر، ورفع المعاناة عن الفقراء الناجمة عن الإجراءات الاقتصادية»
الفئات المشمولة بمساعدات الصندوق:
الأفراد الذين لهم الحق في الحصول على المساعدة من الصندوق هم أولئك الأفراد الذين ليس لهم دخول تساوي أو تفوق الحد الأدنى من الأجور والمرتبات وقد أدرجهم قانون الرعاية الاجتماعية في المواد (6، 7، 8) في إطار فئتين كما يلي:
| المشمولين بالمساعدة الدائمة   | المشمولين بالمساعدات المؤقتة  |
| الأيتام.                      | المصابون بالعجز الكلي المؤقت  |
| المرأة التي لا عائل لها       | المصابون بالعجز الجزئي المؤقت |
| المصابون بالعجز الكلي الدائم  | أسرة الغائب أو المفقود        |
| المصابون بالعجز الجزئي الدائم | أسرة المسجون                  |
| الفقراء والمساكين             | الخارج من السجن               |